# Russell Simmons

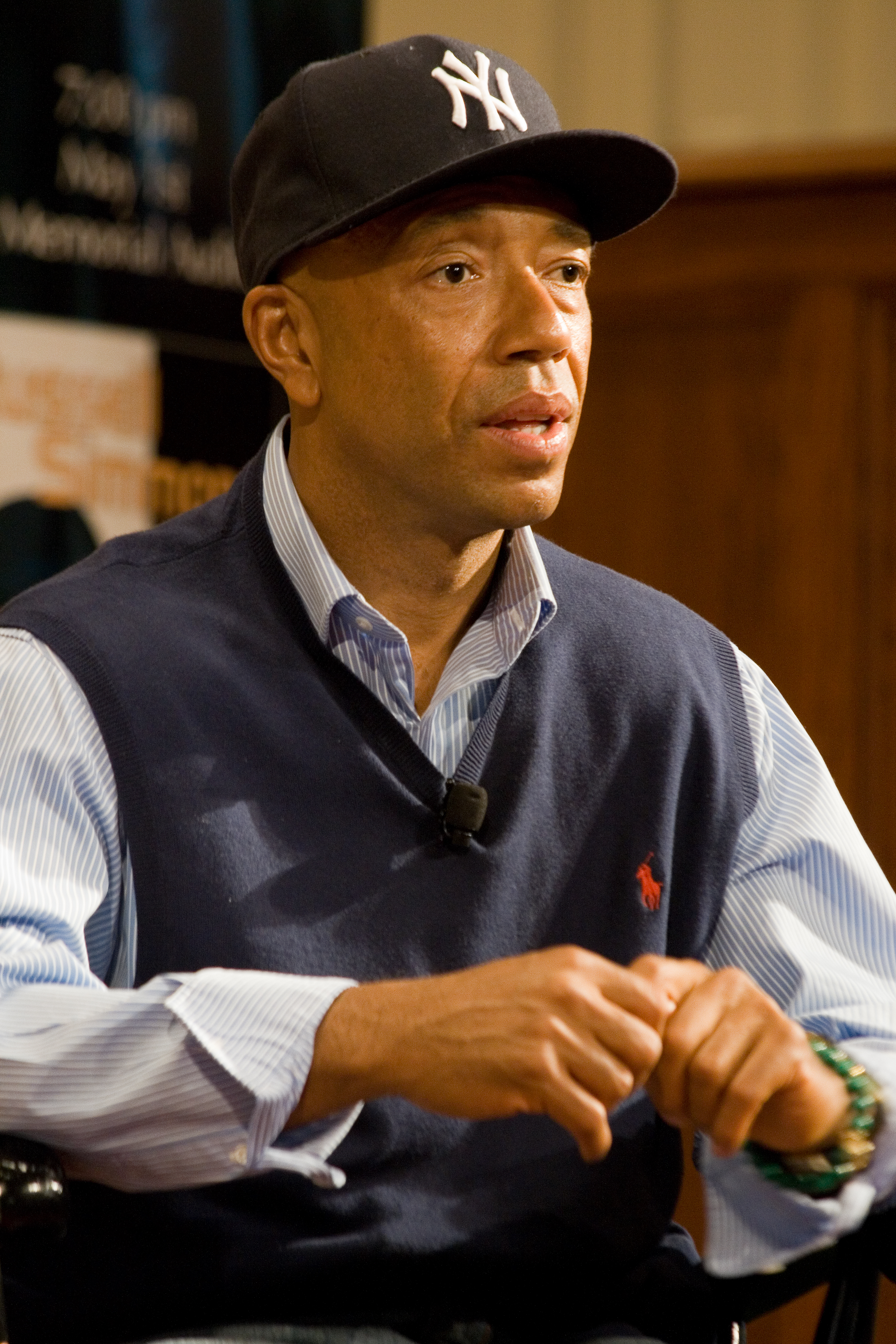
Simmons bei einem Vortrag an der Emory-Universität, 2007

Russell Simmons (* 4. Oktober 1957 in New York City) ist ein amerikanischer Unternehmer in der Musik- und Modebranche und Mitbegründer des Hip-Hop-Labels Def Jam.

## Karriere
Simmons studierte zunächst am City College in New York, brach aber dann sein Studium ab, um lokale Rap-Künstler zu promoten und deren Alben zu produzieren. Darunter befanden sich Kurtis Blow und Run-DMC. 1984 gründete er mit Rick Rubin Def Jam Records, bei dem die Beastie Boys, LL Cool J, Slayer  und andere unter Vertrag waren.
In der Folge baute Simmons sein Unternehmen unter dem Namen Rush Communications aus. Neben dem Label verfügte der Konzern über eine Managementfirma, ein Modelabel mit dem Namen Phat Farm, eine Filmproduktionsfirma, ein Magazin und eine Werbeagentur und produziert Fernsehsendungen wie Def Comedy Jam. 1999 verkaufte Simmons seine Plattenfirma für 100 Millionen Dollar an die Universal Music Group, 2004 veräußerte er für 140 Millionen Dollar Phat Farm.
Simmons produziert Def Poetry Jam als Liveshow am Broadway. Er hat sich wiederholt für die amerikanische Bürgerrechtsbewegung sowie gegen Gewalt gegen Tiere in Schlachthöfen eingesetzt und ernährt sich vegan. Simmons unterstützt die David Lynch Foundation, die sich dafür einsetzt, Schüler in  Transzendentaler Meditation zu unterrichten. Seine Autobiographie heißt Life and Def: Sex, Drugs, Money, + God - Russell Simmons.

## Privatleben
Am 20. Dezember 1998 heiratete er das Model Kimora Lee Simmons, mit der er zwei Töchter hat, die 2000 und 2002 geboren wurden. Im März 2006 gaben die beiden ihre Trennung bekannt. Von Dezember 2012 bis Februar 2013 war Simmons mit Hana Nitsche liiert. Russell Simmons ist der ältere Bruder von Reverend Joseph Simmons alias „Run“ von Run-DMC.